# 朱利葉斯·蘭德爾
朱利葉斯·戴恩·蘭德爾（英語：Julius Deion Randle，1994年11月29日—），美国職業籃球員，目前效力NBA球隊明尼蘇達灰狼，他之前曾在肯塔基大學參與學校比賽，於2014年NBA選秀以首輪第7順位被洛杉磯湖人選中，場上位置為大前鋒。

## 高中生涯
蘭德爾就讀於普雷斯頓伍德學院，與安德魯·威金斯、賈巴里·帕克、安德魯·哈里森和亞倫·高登被認為是2013年最優秀的5名高中球員。
2012年8月，蘭德爾在Under Armour Elite 24的灌籃大賽中獲勝，隔天在Elite 24的比賽中，他拿下了27分並帶領球隊以164-138獲勝，同時他被選為最有價值球員之一 。
蘭德爾被Rivals.com評為五星的大一新人，被列為2013全美高中球員中的第二名以及大前鋒的第一名 。
在高中最後一個球季的感恩節後的週末，蘭德爾在一場錦標賽中腳骨折，這讓他缺席了三個月 。2013年3月，他在TAPPS 5A季後賽中復出，帶領球隊拿下4年來的第3個州冠軍 。高中的最後一個賽季，他獲得平均每場32.5分22.5籃板的可怕數據 。
2013年3月20日，蘭德爾宣布將進入肯塔基大學，而非德州大學或堪薩斯大學和佛羅里達大學他參加了喬丹經典賽，也是當年第六個被選入麥當勞高中全明星賽的肯塔基大學球員 。

## 大學生涯

### 肯塔基大學 (2013-2014)
2014年2月28日，蘭德爾成為10位進入奈史密斯學院年度最佳球員決選的球員之一 。他幫助肯塔基大學進入NCAA冠軍戰，但最後輸給了康乃狄克大學 。蘭德爾以24次雙十結束了13-14賽季，是史上第二多的肯塔基大學球員，僅落後丹·伊塞爾的25次，也是史上肯塔基大學新人中的最多次(先前的紀錄是德馬庫斯·考辛斯和安東尼·戴維斯的20次) 。在40場先發的比賽中，他平均上場30.8分鐘攻下15.0分10.4籃板1.4助攻 。
2014年4月22日，蘭德爾宣布投入NBA選秀，並放棄之後三年的大學學業 。

## 職業生涯

### 洛杉磯湖人（2014−2018）
2014年NBA選秀，蘭德爾在首輪第7順位被洛杉磯湖人選中。2014年10月28日，在NBA官方上場時間僅14分鐘後，蘭德爾在湖人與休士頓火箭的例行賽開幕戰中脛骨骨折受傷，缺席賽季剩餘的比賽。
2015-16賽季中，10月26日的湖人開幕賽中，蘭德爾拿下18分，7個籃板，6次助攻和1次阻攻幫助球隊在第四節後來居上以120比114擊敗火箭。11月15日，他貢獻17分14籃板10助攻生涯第二次大三元表現帶領下在主場以125比118擊退布魯克林籃網，奪下近8戰中的第6勝。

### 紐奧良鵜鶘（2018−2019）
2018年7月9日，蘭德爾與紐奧良鵜鶘簽訂了一份為期兩年，價值1800萬美元的合約。2018年10月17日的首場比賽中，蘭德爾以替補身分首次於鵜鶘亮相，並攻下25分，幫助鵜鶘以131−112擊敗火箭。11月19日，他憑藉140-126擊敗聖安東尼奧馬刺，在25分鐘內以21分，14個籃板和10次助攻的成績創造了他職業生涯的第六次大三元。12月3日，他以129-126輸給洛杉磯快艇，得到職業生涯次高的37分。兩天后，他以132-106擊敗達拉斯獨行俠得到27分和18個籃板。2019年2月27日，他以125-119輸給湖人得到35分。3月15日，他以122-110輸給波特蘭拓荒者，得到職業生涯最高的45分。

### 紐約尼克（2019−2024）
2019年7月9日，蘭德爾與紐約尼克簽訂了一份為期三年、價值6300萬美元的合約。
蘭德爾在尼克的第一個球季比起上個賽季並沒有太大差別，交出19.5分9.7籃板3.1助攻的成績單。尼克仍然處於混亂期，季中解雇了教練大衛·費茲戴爾、在疫情影響下變成縮水球季，最終全季21勝42敗位居東區第十二。
2020-21賽季開季前，尼克找來以防守著稱的湯姆·希伯杜擔任總教練、曾經帶領尼克站上東區第二的防守型教練麥克·伍德森也進入助教團。在構築出完整的防守體系後，蘭德爾被作為進攻發起點受到重用。
2020年12月30日，繳出大三元成績，貢獻28分12籃板與11助攻，但也發生多達9次失誤成績創造了他職業生涯的第七次大三元，尼克以95-86擊敗開季不敗金身克里夫蘭騎士。2021年2月24日，公佈全明星賽球員名單，蘭德爾作為東區聯盟替補生涯首次進入全明星賽。3月14日，與奧克拉荷馬城雷霆的比賽中貢獻26分、12籃板及12助攻的本季第2次大三元，成為尼克過去30年以來首位單季多次大三元的球員，搭配巴雷特攻下全場最高32分，尼克最後以119比97力退傷兵累累的雷霆。3月19日，與奧蘭多魔術的比賽中貢獻18分17助攻10籃板的大三元數據，其中助攻數創下生涯單場新高，同時其單場17次助攻刷新尼克史上非後衛中的最佳紀錄，最後以94比93險勝魔術，生涯大三元次數也累積至九次。
4月20日，獲選為單週東區最佳球員，生涯首次成為單週最佳球員，在上週比賽中4勝0負，平均獲得35.8分、8.3籃板及6.5助攻。5月5日，獲選為四月份東區最佳球員，生涯首次獲選為單月最佳球員，在上個月的比賽中11勝4負，平均獲得27.1分、9.0籃板及6.3助攻。
2020-21賽季，蘭德爾以24.1分10.2籃板6助攻的成績成為尼克史中第一位單賽季場均能獲得20分、10籃板和5助攻的球員，並且使尼克以東區第四的成績闖進睽違7年的季後賽。5月26日，NBA官方宣佈蘭德爾獲選為本賽季NBA最佳進步球員。
在2021年季後賽中，尼克對手亞特蘭大老鷹同樣經歷重建期、陣中大多球員都是第一次打季後賽，普遍被認為雙方都有機會扳倒對方。然而在蘭德爾始終無法突破老鷹內線的情況下，尼克最終以1:4輸掉系列賽。蘭德爾雖然交出18分11.6籃板4助攻的成績單、但同時繳出29.8%的命中率和場均4.6次失誤。
2022年3月20日，在球隊以140-134輸給明尼蘇達灰狼的比賽中，蘭德爾29投19中，得到生涯最高的57分。他的57分是自2014年卡梅隆·安東尼創下的62分尼克隊史紀錄以來單場最高分。
2023年2月2日，蘭德爾作為東區聯盟替補第二次入選全明星賽。

## 職業生涯數據

### NBA例行賽數據統計
| 賽季    | 球隊   | GP  | GS  | MPG   | FG%  | 3P%  | FT%  | RPG  | APG | SPG | BPG | PPG  |
| ------- | ------ | --- | --- | ----- | ---- | ---- | ---- | ---- | --- | --- | --- | ---- |
| 2014–15 | LAL    | 1   | 0   | 14.0  | .333 | —    | .000 | .0   | .0  | .0  | .0  | 2.0  |
| 2015–16 | LAL    | 81  | 60  | 28.2  | .429 | .278 | .715 | 10.2 | 1.8 | .7  | .4  | 11.3 |
| 2016–17 | LAL    | 74  | 73  | 28.8  | .488 | .270 | .723 | 8.6  | 3.6 | .7  | .5  | 13.2 |
| 2017–18 | LAL    | 82* | 49  | 26.7  | .558 | .222 | .718 | 8.0  | 2.6 | .5  | .5  | 16.1 |
| 2018–19 | NOP    | 73  | 49  | 30.6  | .524 | .344 | .731 | 8.7  | 3.1 | .7  | .6  | 21.4 |
| 2019–20 | NYK    | 64  | 64  | 32.5  | .460 | .277 | .733 | 9.7  | 3.1 | .8  | .3  | 19.5 |
| 2020–21 | NYK    | 71  | 71  | 37.6* | .456 | .411 | .811 | 10.2 | 6.0 | .9  | .3  | 24.1 |
| 2021–22 | NYK    | 72  | 72  | 35.3  | .411 | .308 | .756 | 9.9  | 5.1 | .7  | .5  | 20.1 |
| 2022–23 | NYK    | 77  | 77  | 35.5  | .459 | .343 | .757 | 10.0 | 4.1 | .6  | .3  | 25.1 |
| 生涯    | 生涯   | 595 | 515 | 31.7  | .470 | .336 | .745 | 9.4  | 3.6 | .7  | .4  | 18.7 |
| 明星賽  | 明星賽 | 2   | 0   | 16.3  | .583 | .200 | –    | 2.0  | 2.0 | .5  | .0  | 7.5  |

### NBA季後賽數據統計
| 賽季 | 球隊 | GP | GS | MPG  | FG%  | 3P%  | FT%  | RPG  | APG | SPG | BPG | PPG  |
| ---- | ---- | -- | -- | ---- | ---- | ---- | ---- | ---- | --- | --- | --- | ---- |
| 2021 | NYK  | 5  | 5  | 36.1 | .298 | .333 | .852 | 11.6 | 4.0 | .6  | .0  | 18.0 |
| 2023 | NYK  | 10 | 10 | 33.0 | .374 | .258 | .709 | 8.3  | 3.6 | .5  | .3  | 16.6 |
| 生涯 | 生涯 | 15 | 15 | 34.0 | .344 | .283 | .756 | 9.4  | 3.7 | .5  | .2  | 17.1 |

## 個人生活
蘭德爾信奉基督教，習慣在主場比賽前前往教堂，並說過神是他的所有。
蘭德爾的妻子是Kendra Shaw。2016年，Shaw生下了他們的第一個兒子。